# Roberto Corbin
Roberto Corbin (19 de abril de 1953) es un ex-futbolista panameño, el primero de este país en haber jugado en Europa.

## Biografía
Corbin comenzó su carrera en Panamá con el Atlético de Panamá entre 1978 y 1979, antes de trasladarse a Suiza por recomendación de su entrenador, Luis Bidú, en octubre de 1979. Corbin estuvo en el Chenois y más tarde se estableció para Etoile Espagnole, equipo suizo de la Challenge League. Abandonó el equipo poco después de una disputa con un compañero de juego, para ir al Urania Geneve Sport FC, de la Tercera División, donde estuvo entre 1981 y 1984. El club se convirtió en campeón de la Tercera División.
Regresó a Panamá en 1985 para jugar con el Tauro F.C. en la apertura de los campeonatos de ANAPROF, que se vieron coronados en 1989. En cuanto a la selección nacional de fútbol de Panamá, Corbin no tuvo la oportunidad de jugar mucho, aunque cuando era más joven, participó en un nacional sub-20 donde se convirtió en delantero con 29 goles en 1971.